# Teruo Abe
Teruo Abe (安部 輝雄?, Abe Teruo; fl. XX secolo) è stato un calciatore giapponese, di ruolo difensore.

## Carriera

### Club
Abe ha militato nel Kwangaku Club.

### Nazionale
Abe ha disputato due partite con la nazionale di calcio del Giappone in occasione dei Giochi dell'Asia Orientale 1934. L'esordio avvenne in 13 maggio 1934 nella sconfitta per 7-1 contro le Indie Orientali Olandesi. L'ultimo incontro in nazionale con la rappresentativa nipponica lo giocò il 20 maggio 1934 nella sconfitta per 4-3 contro le Filippine.

## Statistiche

### Cronologia presenze e reti in Nazionale
| Cronologia completa delle presenze e delle reti in nazionale ― Giappone | Cronologia completa delle presenze e delle reti in nazionale ― Giappone | Cronologia completa delle presenze e delle reti in nazionale ― Giappone | Cronologia completa delle presenze e delle reti in nazionale ― Giappone | Cronologia completa delle presenze e delle reti in nazionale ― Giappone | Cronologia completa delle presenze e delle reti in nazionale ― Giappone | Cronologia completa delle presenze e delle reti in nazionale ― Giappone | Cronologia completa delle presenze e delle reti in nazionale ― Giappone |
| Data                                                                    | Città                                                                   | In casa                                                                 | Risultato                                                               | Ospiti                                                                  | Competizione                                                            | Reti                                                                    | Note                                                                    |
| ----------------------------------------------------------------------- | ----------------------------------------------------------------------- | ----------------------------------------------------------------------- | ----------------------------------------------------------------------- | ----------------------------------------------------------------------- | ----------------------------------------------------------------------- | ----------------------------------------------------------------------- | ----------------------------------------------------------------------- |
| 13/05/1934                                                              | Manila                                                                  | Giappone                                                                | 1 – 7                                                                   | Indie orientali olandesi                                                | Giochi dell'Asia Orientale 1934                                         | -                                                                       |                                                                         |
| 15/05/1934                                                              | Manila                                                                  | Giappone                                                                | 3 – 4                                                                   | Filippine                                                               | Giochi dell'Asia Orientale 1934                                         | -                                                                       |                                                                         |
| Totale                                                                  |                                                                         | Presenze                                                                | 2                                                                       |                                                                         | Reti                                                                    | 0                                                                       |                                                                         |